# Luca (Familienname)
Luca, Lucá, De Luca, DeLuca oder Di Luca ist ein italienischer Familienname.

## Namensträger

### A
- Alan De Luca (* 1960), italienischer Fernsehmoderator, Komiker und Schauspieler
- Andre de Luca († 1658), italienisch-schweizerischer Steinmetzmeister des Barock
- Angelo De Luca (1904–1975), italienischer Politiker, Senator und Minister
- Antonino De Luca (1805–1883), italienischer Geistlicher, Titularerzbischof von Tarsus
- Antonio De Luca (* 1956), italienischer Geistlicher, Bischof von Teggiano-Policastro
- Augusto De Luca (* 1955), italienischer Künstler und Fotograf

### C
- Carlos Gustavo de Luca (* 1962), argentinischer Fußballspieler
- Christine De Luca (* 1947), schottische Poetin und Schriftstellerin
- Ciro de Luca (* 1970), österreichischer Kabarettist und Schauspieler

### D
- Damian Luca (* 1936), rumänischer Musiker
- Danilo Di Luca (* 1976), italienischer Radrennfahrer
- Deborah De Luca (* 1980), italienische DJ
- Dia Luca (1912–1975), österreichische Tänzerin, Ballettmeisterin und Tanzpädagogin
- Dino Di Luca (1903–1991), italienischer Schauspieler
- Domenico De Luca (1928–2006), römisch-katholischer Erzbischof und Diplomat des Heiligen Stuhls

### E
- Eftimie Victor Luca († 2014), rumänischer Bischof
- Elisabetta De Luca (* 1968/69), italienisch-österreichische Autorin und Journalistin
- Emilia Luca (* 1969), rumänische und deutsche Handballspielerin
- Ernesto William De Luca (* 1976), deutscher Computerlinguist und Hochschullehrer
- Erri De Luca (* 1950), italienischer Schriftsteller und Übersetzer

### F
- Fănică Luca (1894–1968), rumänischer Musiker
- Ferdinando de Luca († 1869), italienischer Mathematiker
- Florin Luca (* 1978), rumänischer Handballspieler
- Francesco Antonio De Luca (1614–1676), italienischer Geistlicher, Erzbischof von Nazareth
- Fred DeLuca (1947–2015), US-amerikanischer Unternehmer

### G
- Gherasim Luca (1913–1994), rumänischer Dichter und Surrealist
- Gianfranco De Luca (* 1949), italienischer Geistlicher, Bischof von Termoli-Larino
- Gianni De Luca (1927–1991), italienischer Comiczeichner
- Giovanni Battista De Luca (1614–1683), italienischer Kardinal der Römischen Kirche
- Giuseppe De Luca (Sänger) (1876–1950), italienischer Sänger (Bariton)
- Giuseppe De Luca (Priester) (1898–1962), italienischer Priester, Intellektueller  und Verleger
- Giuseppe De Luca (Fußballspieler) (* 1991), italienischer Fußballspieler

### I
- Ignaz de Luca (1746–1799), österreichischer Staatsrechtler und Statistiker
- Ioana Luca (* 1977), deutsch-rumänische Malerin und Bildhauerin
- Isaak de Luca († 1729), angeblich der erste Kaffeesieder in Wien
- Iván Lucá (* 1992), argentinischer Pokerspieler

### J
- Joseph De Luca (Komponist) (1890–1935), italienisch-amerikanischer Musiker und Komponist
- Joseph DeLuca (Gangster) (1893–1952), italienisch-amerikanischer Mobster
- Juan Ignacio Luca de Tena (1897–1975), spanischer Diplomat, Autor und Herausgeber

### L
- Loes Luca (* 1953), niederländische Schauspielerin und Komikerin
- Lorella De Luca (1940–2014), italienische Schauspielerin
- Lorenzo de Luca (* 1987), italienischer Springreiter

### M
- Marco De Luca (* 1981), italienischer Geher
- Medardus Luca (1935–2016), deutscher Fußballschiedsrichter
- Michael De Luca (* 1965), US-amerikanischer Filmproduzent
- Michele De Luca (* 1956), italienischer Biochemiker
- Mircea Luca (1921–2008), rumänischer Fußballspieler und -trainer

### N
- Nick De Luca (* 1984), schottischer Rugby-Union-Spieler
- Nicoleta Luca-Meițoiu (* 1969), rumänische Pianistin

### O
- Olmstead Luca (1826–1869), liberianischer Komponist

### P
- Paolo De Luca († 2007), italienischer Fußballfunktionär
- Pupo De Luca (1926–2006), italienischer Jazzmusiker und Schauspieler

### R
- Regina Luca (* 1988), kirgisisch-deutsche Tänzerin
- Renate Luca (* 1946), deutsche Medienpädagogin
- Rudy De Luca, US-amerikanischer Drehbuchautor und Schauspieler

### S
- Sergiu Luca (Geiger) (1943–2010), US-amerikanischer Geiger rumänischer Herkunft
- Sergiu Luca (Tänzer) (* 1982), rumänischer Tänzer und Tanzsporttrainer
- Stephan Luca (* 1974), deutscher Schauspieler
- Susann de Luca (* 1978), deutsche Moderatorin

### T
- Tom Luca, deutscher Synchronsprecher, Popsänger und Musikproduzent

### V
- Vasile Luca (1898–1963), rumänischer Politiker
- Vincenzo De Luca (* 1949), italienischer Politiker und Präsident der Region Kampanien